# Grand Prix Německa 2004

Grand Prix Německa LXVI Grosser Mobil 1 Preis von Deutschland
- 25. červenec 2004
- Okruh Hockenheim
- 66 kol × 4,574 km = 301,884 km
- 725. Grand Prix
- 81. vítězství Michaela Schuamchera
- 178. vítězství pro Ferrari

## Výsledky
| Pozice | Jezdec               | Vůz              | Čas         |
| ------ | -------------------- | ---------------- | ----------- |
| 1      | Michael Schumacher   | Ferrari F2004    | 1:23'54.848 |
| 2      | Jenson Button        | BAR 006          | á 0:08:388  |
| 3      | Fernando Alonso      | Renault R 24     | á 0:16:351  |
| 4      | David Coulthard      | McLaren MP 4/19B | á 0:19:231  |
| 5      | Juan Pablo Montoya   | Williams FW26    | á 0:23:055  |
| 6      | Mark Webber          | Jaguar R5        | á 0:41:108  |
| 7      | Antônio Pizzonia     | Williams FW26    | á 0:41:956  |
| 8      | Takuma Sató          | BAR 006          | á 0:46:842  |
| 9      | Giancarlo Fisichella | Sauber C 23      | á 1:07:102  |
| 10     | Christian Klien      | Jaguar R5        | á 1:08:578  |
| 11     | Jarno Trulli         | Renault R 24     | á 1:10:258  |
| 12     | Rubens Barrichello   | Ferrari F2004    | á 1:13:252  |
| 13     | Felipe Massa         | Sauber C 23      | á 1 kolo    |
| 14     | Olivier Panis        | Toyota TF 104B   | á 1 kolo    |
| 15     | Giorgio Pantano      | Jordan EJ 14     | á 3 kola    |
| 16     | Zsolt Baumgartner    | Minardi PS 04 B  | á 4 kola    |
| 17     | Gianmaria Bruni      | Minardi PS 04 B  | á 4 kola    |
| Kolo   | Odstoupili           | -                | -           |
| 42     | Nick Heidfeld        | Jordan EJ 14     | Řízení      |
| 38     | Cristiano da Matta   | Toyota TF 104B   | Defekt      |
| 13     | Kimi Räikkönen       | McLaren MP 4/19B | Havárie     |

### Nejrychlejší kolo
- Kimi RAIKKONEN McLaren Mercedes 	1'13.780 – 223,182 km/h

### Vedení v závodě
- 1–10 kolo Michael Schumacher
- 11 kolo Kimi Räikkönen
- 12–14 kolo Jenson Button
- 15–28 kolo Michael Schumacher
- 29 kolo Fernando Alonso
- 30–34 kolo Jenson Button
- 35–47 kolo Michael Schumacher
- 48–50 kolo Jenson Button
- 51–66 kolo Michael Schumacher

### Postavení na startu
- červeně – výměna motoru / posunutí o 10 míst
- Modře – startoval z boxu

| 1. řada  | 1                  | 2                    |
|          | Michael Schumacher | Juan Pablo Montoya   |
|          | Ferrari            | Williams             |
|          | 1'13.306           | 1'13.667             |
| 2. řada  | 3                  | 4                    |
|          | Kimi Räikkönen     | David Coulthard      |
|          | McLaren            | McLaren              |
|          | 1'13.690           | 1'13.821             |
| 3. řada  | 5                  | 6                    |
|          | Fernando Alonso    | Jarno Trulli         |
|          | Renault            | Renault              |
|          | 1'13.874           | 1'14.134             |
| 4. řada  | 7                  | 8                    |
|          | Rubens Barrichello | Takuma Sato          |
|          | Ferrari            | BAR                  |
|          | 1'14.278           | 1'14.287             |
| 5. řada  | 9                  | 10                   |
|          | Olivier Panis      | Antônio Pizzonia     |
|          | Toyota             | Williams             |
|          | 1'14.368           | 1'14.556             |
| 6. řada  | 11                 | 12                   |
|          | Mark Webber        | Christian Klien      |
|          | Jaguar             | Jaguar               |
|          | 1'14.802           | 1'15.011             |
| 7. řada  | 13                 | 14                   |
|          | Jenson Button      | Giancarlo Fisichella |
|          | BAR                | Sauber               |
|          | 1'13.674           | 1'15.395             |
| 8. řada  | 15                 | 16                   |
|          | Cristiano da Matta | Felipe Massa         |
|          | Toyota             | Sauber               |
|          | 1'15.454           | 1'15.616             |
| 9. řada  | 17                 | 18                   |
|          | Giorgio Pantano    | Nick Heidfeld        |
|          | Jordan             | Jordan               |
|          | 1'16.192           | 1'16.310             |
| 10. řada | 19                 | 20                   |
|          | Gianmaria Bruni    | Zsolt Baumgartner    |
|          | Minardi            | Minardi              |
|          | 1'18.055           | 1'18.400             |
| -------- | ------------------ | -------------------- |

### Zajímavosti
- V závodě byl představen nový vůz Toyota TF 104B